# 沙姆基爾河
40°55′03″N 46°09′56″E / 40.9175°N 46.1656°E
沙姆基爾河是阿塞拜疆的河流，位於該國西北部，屬於庫拉河的支流，發源自小高加索山脈，流經凱達貝克區，河口處在沙姆基爾區。